# 仏教讃歌
仏教讃歌とは、仏教音楽のひとつ。広義には、伝統的な声明や御詠歌などを含むが、狭義には、西洋音楽の書法に則った明治期以降の作品をさす。ここでは、後者について取り上げる。

## 歴史
飛鳥時代に聖徳太子が「三宝を供養するには諸々の蕃楽を用いよ」という布令を発している。以来、外来の伎楽や唐楽が寺院式楽として大切にされ、和讃（御詠歌など）や声明を主体として発展してきた。明治期に入り、キリスト教の賛美歌に刺激されて西洋音楽を導入し、歌による布教伝道が開始された。そして、唱歌に始まり、讃歌、オペラ、カンタータ、交響曲にまで展開されていった。
仏教讃歌は、仏教に関する素養のある作曲家、作詞家によって、明治から今日に至るまで、盛んに作られ、現在まで300曲以上（仏教曲・曲目リスト）の仏教讃歌がある。また、浄土真宗本願寺派仏教音楽研究所（現・総合研究所 仏教音楽・儀礼研究室）によって制作された、クラシック音楽演奏会用の「カンタータ歎異抄」などもある。

## 概要
楽譜と歌詞が掲載された著作として、『聖歌・讃歌集』（全6巻＋こども編全2巻 浄土真宗本願寺派総合研究所 仏教音楽・儀礼研究室編、本願寺出版社）、『曹洞宗仏教讃歌集』（曹洞宗宗務庁）などがある。佛教大学、京都女子大学、龍谷大学、相愛大学、愛知学院大学、駒澤大学、武蔵野大学、大谷大学、立正大学、大正大学などの仏教系大学では仏教讃歌が入学式や卒業式などの行事の際に歌われる。また一部の大学の合唱団では、演奏会等でも歌われている。

## 主な作曲家
小松清、伊藤完夫、林良夫、本居長世、山田耕筰、信時潔、中山晋平、古賀政男、橋本國彦、服部正、古関裕而、平井康三郎、清水脩、大栗裕、松下眞一、中田喜直、團伊玖磨、木村雅信、大谷千正、片岡良和、田中昭徳、藤井制心、石渡日出夫、鳥居伸光など

## 主な作詞家
友松円諦、野口雨情、毛利忠義、土岐善麿、九条武子、北原白秋、小林一郎、サトウハチロー、長田恒雄、大谷嬉子、坂村真民など

## 主な仏教讃歌

### 式典曲
法要や仏教等の式典で歌われるもので。主に混声合唱で歌われることが多い。
- 「宗祖讃仰作法 音楽法要」（浄土真宗本願寺派の親鸞聖人750回大遠忌法要に際して制定）
- 「献灯偈」「献華偈」「献香偈」（パーリ語、伊藤完夫作曲）
- 「三帰依文」（パーリ語）
- 「四弘誓願」（仏典より、小松清作曲）
- 「法の深山」（土岐善麿作詞、信時潔作曲）
- 「今ささぐ」（藤堂恭俊作詞、林良夫作曲）
- 「讃仏偈」（『仏説無量寿経』の中の偈文-全文-、大谷千正作曲）
- 「重誓偈」（『仏説無量寿経』の中の偈文-全文-、大谷千正作曲）

### 合唱曲
- 「大いなる哉」（林古渓作詞、平井康三郎作曲）【交声曲】
- 「涅槃」（森正隆作詞、大中恩作曲）【交声曲】
- 「樹下燦々」（阿南知也作詞、清水脩作曲）【交声曲】
- 「廟堂頌」（長田恒雄作詞、清水脩作曲）【男声、混声】
- 「仏教徒の歌」（小林一郎作詞、山田耕筰作曲）【混声】
- 「聖徳太子の歌」（野口雨情作詞、山田耕筰作曲）【女声】
- 「生命の光」（大滝州代作詞、伊藤完夫作曲）【混声】
- 「善き友」（長田恒雄作詞、伊藤完夫作曲）【混声】
- 「遊化」（長田恒雄作詞、田中昭徳作曲）【混声】
- 「礼讃I・II」（詞：往生礼讃偈・礼讃文、大谷千正作曲）【混声】

### 斉唱
- 「雪の山路」（北原白秋作詞、橋本國彦作曲）
- 「聖夜」（九条武子作詞、中山晋平作曲）

### その他
- 「GOUNN」（只野菜摘作詞、しほり作曲）